# Angraecum conchiferum
Angraecum conchiferum är en orkidéart som beskrevs av John Lindley. Angraecum conchiferum ingår i släktet Angraecum och familjen orkidéer. Inga underarter finns listade i Catalogue of Life.